# Sullina državljanska vojna
Sullina državljanska vojna ali Sulova državljanska vojna je potekala med rimskim generalom Sulo in njegovimi nasprotniki, frakcijo Cinna-Marij (običajno imenovano Marijanci ali Cinanci po njunih nekdanjih voditeljih Gaju Mariju in Luciju Korneliju Cini), v letih 83–82 pr. n. št. Vojna se je končala z odločilno bitko pri Kolinskih vratih (82 pr. n. št.) tik pred samim Rimom. Po vojni se je zmagoviti Sula razglasil za diktatorja Rimske republike.

## Predigra
Sula je dosegel začasni nadzor nad Rimom in Marijev izgon v Afriko po svojem prvem pohodu na Rim, vendar je kmalu zatem odšel, da bi vodil prva mitridatska vojno. Ta odhod je omogočil Gaju Mariju in njegovemu sinu Gaju Mariju mlajšemu, da sta se z vojsko vrnila v Rim in skupaj z Lucijem Kornelijem Cino prevzela nadzor nad Rimom od Sulovega podpornika Gneja Oktavija (konzul 87 pr. n. št.) med Sulovo odsotnostjo. Po Marijevih ukazih so nekateri njegovi vojaki šli skozi Rim in pobijali vodilne Sulove podpornike, vključno z kozulom Oktavijem.
Njihove glave so bile razstavljene na rimskem forumu. Po petih dneh je Cina ukazal svojim bolj discipliniranim četam, naj pobijejo Marijeve divjajoče vojake. Skupno je bilo umorjenih okoli 100 rimskih plemičev. Marij je razglasil Sulove reforme in zakone za neveljavne, uradno izgnal Sulo, se dal izvoliti za Sulovo vzhodno poveljstvo, Cino in sebe pa za konzula za leto 86 pr. n. št. Marij je umrl dva tedna pozneje in Cina je ostal edini nadzornik Rima.
Po tem dosežku so Marijanci poslali Lucija Valerija Flaka (konzul 86 pr. n. št.) z vojsko, da bi Suli odvzel poveljstvo na vzhodu. Flak je za drugega poveljnika dobil Gaja Flavija Fimbrijo (konjeniški prefekt), za katerega zgodovina beleži, da je imel malo vrlin. Po Plutarhovi biografiji o Suli je Gaj Flavij Fimbrija sčasoma agitiral proti svojemu poveljniku in leta 84 pr. n. št. spodbudil čete k umoru Flaka.
Medtem sta se dve rimski vojski utaborili druga ob drugi in Sula je, ne prvič, spodbujal svoje vojake, naj širijo nesoglasja v Flakovi vojski. Mnogi so dezertirali k Suli, preden se je Flak dogovoril, da se bo premaknil na sever, da bi ogrozil Mitridatove severne posesti. Medtem se je Sula premaknil, da bi prestregel novo pontsko vojsko in končal vojno pri bitki pri Orhomenu.

## Potek
Ko je bil Mitridat zaenkrat poražen in Cina mrtev zaradi upora v Anconi ter Flak ubit od lastnih vojakov in njegova vojska premagana, je bil Sula odločen, da si povrne nadzor nad Rimom od svojih sovražnikov.

### Dogodki leta 83 pr. n. št.
Spomladi leta 83 pr. n. št. je Sula izkrcal svojo vojsko v dveh divizijah v južni Italiji: eno divizijo pri Brundiziju in drugo pri Tarentu. V Tarentu je Sula daroval bogovom. Takoj, ko je stopil na italijanska tla, so se izobčeni plemiči in stari Sulovi podporniki, ki so preživeli marijansko-cinski režim, zgrnili pod njegovo zastavo. Najvidnejši med njimi so bili Kvint Cecilij Metel Pij, Mark Licinij Kras in Lucij Marcij Filip (konzul 91 pr. n. št.). Metel in Kras sta to storila na čelu svojih neodvisno zbranih vojsk. Filip, ki je vladal Sardiniji, je otok zavaroval za Sulovo stvar.
Pompej Veliki sin Gneja Pompeja Strabona, je zbral tri legije med očetovimi veterani v svojem rodnem Picenumu in, ko je premagal in izigral Marijeve sile, se je pridružil Suli. Ko je Pompej srečal Sulo, ga je nagovoril kot Imperator. Publius Cornelius Cethegus (politični vodja), trden podpornik Marija, se je zdaj tudi pridružil Sulovi zadevi.
Da bi preprečil neustavljiv napredek svojih sovražnikov, je Gnaeus Papirius Carbo (konzul 85 pr. n. št.) poslal svoja novoizvoljena marionetna konzula Gaiusa Norbanus in  Scipija Asiaticusa (konzul 83 pr. n. št.), oba z vojskama, proti Suli. Ko je Sula prispel v Kampanijo je ugotovil, da konzul Norbanus blokira cesto do Capue. Ker ni želel izgledati kot vojne lačen napadalec, je Sula poslal odposlance k Norbanusu, ki so ponujali pogajanja, vendar so bili ti zavrnjeni. Norbanus se je nato premaknil, da bi blokiral Sulov napredek pri Canusiumu in je bil prvi, ki se je z njim spopadel v bitki pri gori Tifata. Tukaj je Sula zadal Marijevim silam uničujoč poraz, pri čemer je Norbanus izgubil šest tisoč svojih mož proti Sulovim sedemdesetim. Norbanus se je z ostanki svoje vojske umaknil v Capuo. Sula ga je zasledoval, vendar ga je ustavil Norbanusov konzularni kolega Scipio Asiaticus, ki je bil utaborjen pri Capui.
Scipio ni bil pripravljen tvegati bitke z nasprotnikovo vojsko, prekaljeno v bitkah in je pozdravil Sulovo ponudbo za pogajanja. Kvint Sertorij, eden od Scipionovih legatov, ni zaupal Suli in je Scipionu svetoval, naj izsili odločilno akcijo. Namesto tega je bil poslan k Norbanusu, da bi mu pojasnil, da je v veljavi premirje in da potekajo pogajanja. Sertorius je naredil majhen ovinek in zavzel mesto Suessa, ki je prešlo na Sulovo stran. Ko se je Sula pritožil zaradi te kršitve zaupanja, je Scipio poslal nazaj talce, ki jih je Sula dal kot znak dobre vere. To Scipionovo vedenje je razjezilo Scipionove čete, ki so bile že tako razburjene, ker so se morale soočiti s Sulovimi veterani. Med Scipionovimi vojaki in Sulo je bil sklenjen dogovor in ti so množično prebegnili, kar je še povečalo njegove vrste. Konzula in njegovega sina so našli skrite v šotorih in ju pripeljali k Suli, ki ju je izpustil, potem ko jima je izsilil obljubo, da se nikoli več ne bosta borila proti njemu ali se ponovno pridružila Karbu. Vendar je Scipio prelomil obljubo takoj po izpustitvi in odšel naravnost h Carbu v Rim. Sula je nato drugič premagal Norbanusa. Norbanus pa je pobegnil nazaj v Rim in dal Metella Pija in vse druge senatorje, ki so marširali s Sulo, razglasiti za sovražnike države.
V Rimu so bile volitve za konzulstvo leta 82; izvoljena sta bila Gaj Marij mlajši (sin velikega Gaja Marija) in Gnej Papirius Carbo (ponovno izvoljen drugič). Ob koncu kampanjske sezone leta 83 pr. n. št. je Marcus Lucullus, eden od Sulovih legatov, premagal številčno močnejšo silo (50 kohort proti njegovim 16) pri Fidentiji.

### Dogodki leta 82 pr. n. št.
Nova konzula za leto 82 pr. n. št. sta bila Gnaeus Papirius Carbo, za svoj tretji mandat in Gaius Marius mlajši, ki je bil takrat star le 26–28 let.
V predahu od kampanje, ki ga je omogočila zima, so Marijeve sile začele dopolnjevati svoje vrste. Kvint Sertorij je zbral moške v Etruriji, stari veterani Mariusa so se vrnili iz pokoja, da bi se borili pod njegovim sinom in Samniti so zbrali svoje bojevnike v podporo Carbu, v upanju, da bodo uničili Sulo, človeka, ki jih je premagal v Zavezniški vojni. Medtem je Sula poslal Krasa, da rekrutira čete med Marsi in Pompeja, da zbere nadaljnje legije v Picenumu, rekrutiral pa je tudi vojake iz Kalabrije in Apulije.
Ko se je začela vojna sezona, je Sula napredoval po cesti Via Latina proti prestolnici, Metel pa je s podporo Pompeja vodil Sulske sile v severno Italijo. Carbo se je vrgel proti Metelu, medtem ko je mladi Marius branil samo mesto Rim. Marius mlajši je svojo vojsko popeljal jugovzhodno v Kampanijo in se srečal s Sulovimi silami pri Sacriportusu (blizu Signie). Po začetnem spopadu se je Sula odločil postaviti tabor. Medtem ko so Sulovi možje pripravljali tabor (kopali jarek, postavljali zemeljske nasipe), je Marius nenadoma napadel. Sulovi veterani so preprosto zabodli svoje pilume v zemljo, da bi ustvarili improvizirano barikado in izvlekli meče. Ko so organizirali svoje bojne linije, so Sulovci protinapadli. Marijeva sila je bila postavljena v obrambo, njihova leva stran je začela omahovati in pet kohort pešcev ter dve konjenikov sta prebegnili k Suli. To je povzročilo splošen razpad in Marijeva vojska se je razbežala v begu. Marius je izgubil 28.000 mož (ubitih, ujetih, prebeglih ali pobeglih), medtem ko je Sula trdil, da je izgubil le 23 mož.
Marius je preživel bitko pri Sacriportusu in se umaknil s 7.000 možmi v Praeneste. Prvi, ki so prispeli, so imeli srečo in so lahko vstopili skozi vrata, toda ko so se Sulove sile približale, so prestrašeni meščani Praenesteja zaprli vrata. Mariusa so morali dvigniti z vrvjo, medtem ko so na stotine Marijevcev, ujetih med zidovi in Sulovci, pobili. Sula je nato pustil svojega poročnika Lucrecija Afello, da oblega Praeneste in se premaknil proti zdaj nebranjeni Rimu. Po porazu je Marius poslal sporočilo pretorju Luciju Juniju Brutusu Damasippu v Rim, naj ubije vse preostale Sulove simpatizerje, preden bi Sula lahko zavzel mesto. Damasippus je sklical sestanek senata in tam, v sami Kuriji, so označene moške pobili atentatorji. Nekateri, kot je Lucij Domicij Ahenobarb (konzul 94 pr. n. št.), so bili ubiti na senatnih stopnicah, ko so poskušali pobegniti in Pontifex maximus, glavni rimski duhovnik, Kvint Mucij Scevola, je bil umorjen v Vestinem templju; trupla umorjenih so nato vrgli v reko Tiber.
Medtem na severu sta Metel, ki je delal skupaj s Pompejem, bojevala proti konzulu Carbu in njegovima legatoma Gaju Karinu (pretor 82 pr. n. št.) in Gaju Marciju Censorinu. Metel je premagal Karina pri reki Aesis, le da ga je nato blokiral sam Carbo. Ko je slišal, da je bil Marius mlajši poražen pri Sacriportusu, se je Carbo umaknil v Ariminum, močno nadlegovan s konjeniškimi napadi Pompeja na njegovo zaledje. Nekaj časa kasneje sta Metel in Pompej premagala Censorina blizu Sena Gallica in oplenila mesto. Neapelj je padel v roke Sulanov zaradi izdaje; praktično celotno prebivalstvo je bilo pobito. Posledično Appian pripomni, da so se mesta, ki so bila najbližje Rimu, predala brez boja. Ko je Sula obkrožil Rim s svojimi četami, so ljudje odprli vrata in Rim je zavzel brez boja, preostali Marijanci pa so pobegnili.
Večina južne Italije je zdaj pripadala Suli, čeprav so nekatera mesta, kot je Praeneste, ostala oblegana. Sula se je zdaj odpravil proti Etruriji na sever. Sula je svojo vojsko razdelil na dva dela, eno divizijo je poslal v Saturnijo po Via Clodia, medtem ko je sam poveljeval drugi diviziji v Clusium po Via Cassia. Carbo se je odločil, da se bo sam spopadel s Sulo. Njuni vojski sta se srečali blizu Clussiuma, kjer se je odvijala neodločna celodnevna bitka. Naslednji dan se je Sula umaknil, ker je bil obveščen, da Samniti in Lukanci ogrožajo Afellovo vojsko pri Praenesteju. Druga sulanska sila je medtem popolnoma uspela, premagala je svojega nasprotnika blizu Saturnije. Lucius Marcius Philippus je dosegel še en uspeh na Sardiniji, počasi je osvajal otok za sulansko stvar.
Marcus Lucullus, ujet v Placentii, je uspel prebiti obleganje. Norbanus, ki je prihajal na pomoč oblegovalcem, je poskušal presenetiti Lucullusa s prisilnim pohodom, vendar je bil Lucullus pripravljen nanj in je pobil njegove izčrpane čete.
Po zavzetju in plenjenju mesta Sena sta Kras in Pompej hudo premagala Carrinasa, ki je marširal proti njima, ubila 3.000 marijanskih vojakov in ga prisilila, da je poiskal zatočišče v Spoletiumu. Na poti v Praeneste je Sula uspel zasedeti okrepitve na poti do Carrinasa v Spoletiumu, pri čemer je ubil 2.000 marijanskih vojakov. Carbo je poslal še eno vojsko iz Etrurije, da bi prekinil obleganje Praenesteja. Na poti jih je zasedel Pompej, ki jih je prisilil k umiku.
Marijanski napad na Metellusa blizu Faventie se je zanje grozno končal. To je povzročilo, da so Lukanci v Norbanusovi vojski razmišljali o prebegu k Suli. Njihov poveljnik, mož po imenu Albinovanus, je s Sulani skoval načrt za atentat na Norbanusa in njegove višje častnike (da bi pokazal svojo dobro vero). Na prazniku, ki ga je organiziral Albinovanus, so bili umorjeni Norbanusovi častniki. Norbanus se praznika ni mogel udeležiti in je preživel. Po atentatu in prebegu Lukancev se je tudi Ariminum pridružil Suli. Norbanus je zapustil svojo vojsko in pobegnil iz Italije. Medtem sta Sula in njegova vojska prispela k obleganju Praenesteja. Preprečil je poskus Damasippusa, da bi dosegel Marija Mlajšega. Po Damasippusovem neuspehu je Carbo izgubil pogum in pobegnil na Sicilijo. Ko je njihov vodja odšel, so se preostale marijanske sile združile za zadnji boj.
Samnitski general Pontius Telesinus in lukanski general Marcus Lamponius, ki sta poveljevala zelo veliki vojski Samnitov in Lukancev, sta poskušala priti do Praenesteja, da bi prekinila sulansko obleganje. Na žalost zanje sta se Sula in njegova vojska postavila na njuno pot na zelo obrambnem položaju. Damasippus,Censorinus in Carrinas sta se nato pridružila svojim možem s Samniti in Lukanijci in skupaj so se odločili, da bodo korakali proti Rimu. Ko je Sula to izvedel, jih je takoj zasledoval. Pred rimskim obzidjem je potekala zadnja odločilna bitka državljanske vojne, bitka pri Kolinskih vratih; Sula je po zelo težki in dolgotrajni bitki zmagal. Kasneje je bilo ocenjeno, da je tistega dne na bojišču izgubilo življenje približno 50.000 mož.
Damasippus, Carrinas in Censorinus so bili naslednji dan pripeljani k Sulli in usmrčeni. Njihove glave in glave Lamponiusa in Telesinusa so bile prikazane Mariusu v Praenesteju.
Sulla je nato vstopil v Rim kot rešitelj (rešil je Rim pred Samniti, starodavnim rimskim sovražnikom). Sestanek senata je bil sklican v Belloninem templju; ko je Sulla nagovarjal senatorje, so se iz Marsovega polja zaslišali prestrašeni kriki. Sula je pomiril senatorje, tako da je krike pripisal 'nekim kriminalcem, ki so bili kaznovani.' V resnici je senat slišal zvok 8.000 ujetnikov, ki so se predhodni dan predali in so bili usmrčeni po Sullinih ukazih; nihče od ujetih ni bil prizanesen usmrtitvi. Kmalu po bitki pri Kolinskih vratih se je Sulla razglasil za diktatorja in je zdaj imel vrhovno oblast nad Republiko. Marius je poskušal pobegniti skozi odtoke pod Praenestejem, vendar mu ni uspelo in je storil samomor. Mesto se je predalo; večina branilcev je bila usmrčena, vendar je Sula prizanesel življenjem rimskih državljanov.
Sula in njegovi poročniki so nato vodili kampanjo po vsej Italiji in uničevali preostali odpor. Mesta Aesernia, Norba in Volterra, vsa marijanska oporišča, so bila uničena.

### Posledice 81 pr. n. št.
Preživeli marijanske stranke so dobili zatočišče na Siciliji pri Marku Perpern, v Afriki pri Domiciju Ahenobarbu (umrl 81 pr. n. št.) in v Španiji pri Kvintu Sertoriju. Sula je poslal Pompeja na Sicilijo z veliko vojsko (šest legij, 120 bojnih ladij in 800 transportnih ladij). Po Plutarhu je Perperna pobegnil in prepustil Sicilijo Pompeju. Carbo je bil kmalu odkrit in aretiran s strani Pompeja, ki je "Carba v njegovih nesrečah obravnaval z nenaravno predrznostjo", ga v okovih pripeljal pred sodišče, ki mu je predsedoval, ga natančno zaslišal "na stisko in jezo občinstva" in ga končno obsodil na smrt. Domicij Ahenobarb je držal Afriko (današnja Tunizija) za Marijance. Medtem, ko je bil Pompej še na Siciliji, mu je Sula poslal ukaze, naj zavzame tudi Afriko. Pompej je odplul v Utiko (glavno mesto province) in tam je premagal Domicija. Kralj Hiarbas iz Numidije, ki je bil zaveznik Domicija, je bil ujet in usmrčen, Hiempsal II. pa je bil ponovno postavljen na prestol Numidije. Sula je poslal Gajs Anija Luscuss z več legijami, da bi zavzel španske province od Kvinta Sertorija. Po kratkem odporu sta bila Sertorij in njegovi možje izgnani iz Iberskega polotoka. Na žalost za Sulance se je Sertorij vrnil naslednje leto (glej: Sertorijeva vojna).

## Rezultat
Kot rezultat te vojne je bil ta, da je bil Sula postavljen za diktatorja Rima, vendar so bila mnoga italijanska mesta in naselja močno poškodovana: na primer, Sulove sile so povzročile obsežno škodo Forlìju (Forum Livii), ki se je zavezal z Marijem. Obnova je trajala desetletja.
Sula, ki je imel popoln nadzor nad Rimom in Italijo, je uvedel proskripcijo (program usmrtitev tistih, ki jih je dojemal kot sovražnike države in zaplembo njihovega premoženja).
Sula je takoj proskribiral osemdeset oseb, ne da bi se posvetoval s katerim koli magistratom. Ker je to povzročilo splošno mrmranje, je pustil en dan, nato pa proskribiral dvesto dvajset več in spet tretji dan prav toliko. V govoru ljudem je glede teh ukrepov dejal, da je proskribiral vse, česar se je lahko spomnil in kar zadeva tiste, ki so mu zdaj ušli iz spomina, jih bo proskribiral kdaj v prihodnosti.
Proskripcije so splošno razumljene kot odgovor na podobne poboje, ki sta jih izvedla Marij in Cina, medtem ko sta nadzorovala Republiko med Sulovo odsotnostjo. Sula je proskribiral ali prepovedal vsakega, za katerega je menil, da je deloval proti najboljšim interesom Republike, medtem ko je bil na Vzhodu in ukazal usmrtitev približno 1.500 plemičev (tj., senatorjev in vitezov (Equites)), čeprav se ocenjuje, da je bilo ubitih kar 9.000 ljudi. Čiščenje je trajalo več mesecev. Pomoč ali zavetje proskribirani osebi je bilo kaznovano s smrtjo, medtem ko je bil uboj proskribirane osebe nagrajen. Družinski člani proskribiranih niso bili izključeni iz kazni, sužnji pa niso bili izključeni iz nagrad. Posledično so bili "možje zaklani v naročju svojih žena, sinovi v naročju svojih mater". Večina proskribiranih ni bila Sulovih sovražnikov, ampak so bili ubiti zaradi svojega premoženja, ki je bilo zaplenjeno in prodano na dražbi. Prihodki od prodanega premoženja so več kot pokrili stroške nagrajevanja tistih, ki so ubili proskribirane, kar je Sulo še obogatilo. Morda zato, da bi se zaščitil pred prihodnjimi političnimi povračilnimi ukrepi, je Sula sinovom in vnukom proskribiranih prepovedal kandidiranje za politične položaje, kar je bila omejitev, ki ni bila odpravljena več kot 30 let.
Mladi Gaj Julij Cezar, kot Cinin zet, je postal ena izmed Sulovih tarč in je pobegnil iz mesta. Rešil se je z napori svojih sorodnikov, od katerih so bili mnogi Sulovi podporniki, vendar je Sula v svojih spominih zapisal, da obžaluje, da je prizanesel Cezarjevemu življenju, zaradi mladeničeve razvpite ambicije. Zgodovinar Svetonij poroča, da je Sula, ko je privolil v prizanesenje Cezarju, opozoril tiste, ki so se zavzemali zanj, da jim bo v prihodnosti postal nevarnost, rekoč: "V tem Cezarju je veliko Marijev."
Sula, ki je nasprotoval reformam popularjev bratov Grakh, je bil optimat; čeprav bi se njegov prihod na stran tradicionalnega senata prvotno lahko opisal kot bolj reakcionaren pri obravnavi tribunata in zakonodajnih teles, medtem ko je bil bolj vizionarski pri reformiranju sodnega sistema, guvernerstev in članstva v senatu. Kot tak si je prizadeval okrepiti aristokracijo in s tem senat. Sula je ohranil svoje prejšnje reforme, ki so zahtevale senatno odobritev, preden je bil kakršen koli predlog zakona lahko predložen Plebejskemu svetu (glavni ljudski skupščini) in ki so prav tako obnovile starejšo, bolj aristokratsko "Servijansko" organizacijo Centurijske skupščine (skupščine vojakov). Sula, sam patricij in zato neupravičen do izvolitve na položaj plebejskega tribuna, je ta položaj temeljito preziral. Kot je Sula gledal na položaj, je bil tribunat še posebej nevaren in njegov namen ni bil le odvzeti tribunatu moč, ampak tudi ugled. (Sula sam je bil uradno prikrajšan za svoje vzhodno poveljstvo zaradi podlih dejavnosti tribuna.) V preteklih tristo letih so tribuni neposredno izzivali patricijski razred in ga poskušali prikrajšati za moč v korist plebejskega razreda. S Sulovimi reformami Plebejskega sveta so tribuni izgubili moč za sprožanje zakonodaje. Sula je nato prepovedal nekdanjim tribunom, da bi kdajkoli zasedli katero koli drugo funkcijo, tako da ambiciozni posamezniki ne bi več iskali izvolitve v tribunate, saj bi takšna izvolitev končala njihovo politično kariero. Končno je Sula preklical moč tribunov, da bi vetirali dejanja senata, čeprav je ohranil moč tribunov, da bi zaščitili posamezne rimske državljane.
Sula je nato povečal število magistratov, izvoljenih v določenem letu, in zahteval, da vsi novoizvoljeni kvestorji avtomatično pridobijo članstvo v senatu. Ti dve reformi sta bili sprejeti predvsem zato, da bi Sula lahko povečal velikost senata s 300 na 600 senatorjev. To je tudi odpravilo potrebo po tem, da bi cenzor sestavil seznam senatorjev, saj je bilo vedno več kot dovolj nekdanjih magistratov, da bi zapolnili senat. Da bi še dodatno utrdil ugled in avtoriteto senata, je Sula prenesel nadzor nad sodišči z vitezov, ki so imeli nadzor od reform Grakhov, na senatorje. To, skupaj s povečanjem števila sodišč, je še dodatno povečalo moč, ki so jo že imeli senatorji. Sula je tudi kodificiral in s tem dokončno vzpostavil Cursus honorum, ki je zahteval, da posameznik doseže določeno starost in raven izkušenj, preden kandidira za katero koli določeno funkcijo. Sula je prav tako želel zmanjšati tveganje, da bi prihodnji general poskušal prevzeti oblast, kot je to storil sam. V ta namen je ponovno potrdil zahtevo, da mora posameznik počakati deset let, preden je ponovno izvoljen na katero koli funkcijo. Sula je nato vzpostavil sistem, kjer so vsi konzuli in pretorji služili v Rimu med svojim letom na položaju, nato pa poveljevali provincialni vojski kot guvernerji leto dni po tem, ko so zapustili položaj.
Končno, v demonstraciji svoje absolutne moči, je Sula razširil "Pomerium", sveto mejo Rima, nespremenjeno od časa kraljev. Sulove reforme so se ozirale tako v preteklost (pogosto ponovno sprejemanje prejšnjih zakonov) kot tudi urejale prihodnost, zlasti pri njegovi redefiniciji zakonov o majestas (izdaji) in pri njegovi reformi senata.
Proti koncu leta 81 pr. n. št. se je Sula, zvest svojim tradicionalističnim čustvom, odpovedal svoji diktaturi, razpustil svoje legije in ponovno vzpostavil normalno konzularno vlado. Kandidiral je (z Metellusom Piusom) in bil izvoljen za konzula za naslednje leto, 80 pr. n. št. Odpustil je svoje liktorje in se nevarovan sprehajal po Forumu, ponujajoč se, da bo vsakemu državljanu podal račun o svojih dejanjih. Na način, ki ga je zgodovinar Svetonij menil za arogantnega, se je Julij Cezar kasneje posmehoval Sulli, ker se je odpovedal diktaturi.